# 新聞刺針
《新聞刺針》（英語：News Lancet）是由香港有線電視有線新聞台製作的偵查報道系列，在有線新聞台、有線綜合娛樂台、香港開電視上的各節新聞內播放，為香港目前唯一的電視台設偵查報道。

## 節目歷史
2013年，時任新聞總监馮德雄聘請多位有報紙編採經驗的人員，成立《新聞刺針》團隊。2013年5月6日，刺針首個報道於晚上7時新聞最前線時段播出，一連三晚報道「慈善法」專題。
2015年8月20日，《新聞刺針》揭發網台主持鄭永健涉嫌在區議會選舉邀約「鎅票」，記者成功「放蛇」與鄭會面，會面中鄭永健指公司志在打擊泛民和「外國勢力」。被記者問及資金來源，鄭永健指是「大中華、中港台」的資金。事年曝光後，鄭永健回答傳媒「資助」一事純為籌備節目，測試本土派是否守法和團結，否認賄選，最終鄭永健選舉舞弊罪成被判监3年3個月。
2016年1月4日起，有線新聞台於2015年12月31日改用高清拍攝、製作和播放，新聞刺針亦隨之提升至高清畫質，並啟用全新片頭。
2017年5月12日起，因應有線電視旗下免費頻道奇妙77台（現稱HOY TV）自5月12日起聯播《新聞最前線》（19:30時段），新聞刺針亦隨之在該台播放。
2019年4月8日，為慶祝「新聞刺針」六周年，新聞刺針挑戰「一日內同一個post 最多人upload與６相關照片」的世界紀錄，並於4月18日播出《誰來認證世界紀錄?》專題
2020年11月24日，《新聞刺針》談及建制陣營近年廣泛引用民調結果，反映公眾對政府的支持度。刺針記者追踪得知這些民研機構大多背景成疑，更揭發民調刻意挑選特定群體作受訪者，從而得出「多数市民支持中央/政府政策」的民調結果，報道引述學者質疑民調不科學，準確度也成疑問。負責記者在採訪手記指「民意」是政府推行政策之本，有足夠代表性的民調有助政府了解民怨對症下藥，但用騰訊問卷、微信公眾號收集民調數據，把調查放在只有一種聲音的「回音壁」只是魚目混珠，極端歸咎於泛民支持者缺賽只是自圓其說。記者也質疑現時香港似乎「立場」先於「真相」。
2020年12月1日 ，有線寬頻重組業務，新聞部40人被資遣，《新聞刺針》全部編採人員於當日被裁，製作人員包圍新聞總監房間要求交代解釋。香港記者協會指《新聞刺針》過去一直有針對警方或政權的報道，令人聯想是以節流為名，減少或不作敏感報道為實。自由亞洲電台報道指，11月下旬揭發「民調造假」一集專題報道可能觸及中央紅線，因而招致殺組結局。

## 播出時間
- 有線新聞台、香港開電視：不定期於各節新聞內播放。
- 有線綜合娛樂台：同日聯播各節新聞時播出。
- 有線財經資訊台：不定期聯播各節新聞時播出

## 特色
《新聞刺針》並非每周一集定時播放，而是待記者偵查報道有足夠新聞材料，即會安排後製並隨即在有線各節新聞時段播出。
也有别於港台《鏗鏘集》及無綫《星期日檔案》等專題節目，《新聞刺針》不會強制每段新聞故事時数於22分鐘內，其追踪報道大多簡明握要，然而若有涉及更多人事的大事件，報道時間則相應延長，甚至作一連数天的連載式報道，充份利用24小時新聞台無air time限制的特性。
每則《刺針》報道播出後，記者會於facebook專頁中撰寫採訪手記，並對該報道再作補充。
由於《刺針》報道接觸面廣，上至政治下至社會民間話題都有涉及，其報道視像亦會上載至facebook專頁，非有線訂户也能免費收看，因此《刺針》的報道普遍在市民大眾之間得到迴響。

## 獎項
- 2017年，新聞刺針報道《屋苑管理系列 - 垃圾桶圍標 / 天價會議記錄》榮獲第17屆消費權益新聞報道獎 影像(長片)銀獎。[12]

- 2017年，新聞刺針兩個報道，包括莫志樑的《香港有個尼泊爾記者》及楊量傑的《立法會選舉大埔票站三百票之謎 》，榮獲第21屆人權新聞獎優異獎。[13]

- 2017年，新聞刺針記者莫志樑，憑《氫水機消費陷阱》，獲頒第38屆Telly Award銅獎。[14]

- 2017年，新聞刺針記者楊量傑的《區議會選舉15萬𠝹票》在第八屆香港中大新聞獎分別獲頒最佳視像新聞獎大獎。[15]

- 2018年，新聞刺針報道《直擊公屋裝修承辦商不良商業手法》、《動物傳心得唔得？》及《「暖男」出沒注意》，分別榮獲第18屆消費權益新聞報道獎影像 (短片)組別銀獎、影像(長片)組別金獎、銅獎及優異獎[16]

- 2019年，新聞刺針報道《神秘的704室》、《誰碌了你的信用卡？》及《紅磡站問題工程系列》，分別榮獲恒生大學第三屆商業新聞獎最佳商業新聞獎影像組金獎、銀獎、及最佳商業新聞系列報道獎 影像組銀獎[17]

## 知名追踪報道系列
- 記者放蛇參加「有償」撐林鄭造勢大會 (莫志樑 梁可瑩 張嘉雯 報道）
- 商人疑誇大氫水機對人體效用（莫志樑 報道）
- 動物傳心師聲稱能與動物溝通（楊量傑 報道）
- 「牛丸」無牛肉成分（關梓寧 報道）
- 機構銷售無學術認受性博士銜頭（楊量傑 報道）
- 親建制機構嚴選受眾發表假民調（丘庭亮 報道）
- 懲教署囚友製口罩流出市面及深圳（楊量傑 報道）

## 外部連結
- 官方網站 （页面存档备份，存于）
- 新聞刺針facebook專頁